# Bedřichov (Kostelní Vydří)
Bedřichov (deutsch Friedrichsdorf) ist eine Einschicht der Gemeinde Kostelní Vydří (Kirchwiedern) in Tschechien. Sie liegt knapp drei Kilometer nördlich von Dačice (Datschitz) und gehört zum Okres Jindřichův Hradec.

## Geographie
Die als Zeilendorf angelegte ehemalige Kolonie Bedřichov befindet sich linksseitig über dem Tal des Baches Vyderský potok in der Dačická kotlina (Datschitzer Becken). Nördlich erhebt sich der Na Karáskových (511 m n.m.) sowie im Westen der Karmel (Karmelberg; 532 m n.m.) mit der Wallfahrtskirche Unsere Liebe Frau auf dem Berge Karmel. Östlich verläuft die Staatsstraße II/406 zwischen Telč und Dačice durch das Tal der Mährischen Thaya.
Nachbarorte sind Kostelní Myslová und Myslůvka im Norden, Velký Pěčín und Malý Pěčín im Nordosten, Podcestný Mlýn und Hříšice im Osten, Zahrádky und Bílkov im Südosten, Dačice im Süden, Hostkovice und Dolní Němčice im Südwesten sowie Kostelní Vydří im Nordwesten.

## Geschichte
Das Zinsdorf Friedrichsdorf wurde 1789 am Fahrweg zwischen dem herrschaftlichen Fasangarten und dem Dorf Kirchwiedern auf emphyteutisierten Fluren des Meierhofs Datschitz durch den Grundherrn Johann Friedrich Karl Maximilian von Ostein gegründet und nach ihm benannt. Alle Häuser waren mit geringen Gärten versehen und reihten sich giebelständig links des Weges eng aneinander. Im Jahre 1791 lebten in den acht Häusern von Friedrichsdorf 20 Personen. 1809 erbte Friedrich Karl Anton von Dalberg die Herrschaft.
Im Jahre 1835 bestand das im Iglauer Kreis gelegene Dorf Friedrichsdorf aus acht Häusern mit 35 katholischen Einwohnern. Pfarr- und Schulort war Datschitz. Bis zur Mitte des 19. Jahrhunderts blieb das Dorf der Allodialherrschaft Datschitz untertänig, Besitzer waren die Herren von Dalberg.
Nach der Aufhebung der Patrimonialherrschaften bildete Bedřichov/Friedrichsdorf ab 1849 eine Ansiedlung der Stadt Datschitz im Gerichtsbezirk Datschitz. Ab 1869 gehörte Bedřichov zum Bezirk Datschitz. Zu dieser Zeit bestand die Ansiedlung wiederum aus acht Häusern – davon zwei demoliert – mit 35 Einwohnern. Im zwischen 1869 und 1887 erstellten Kartenblatt der Franzisco-Josephinischen Landesaufnahme ist die Kolonie Friedrichsdorf noch eingetragen. 1880 waren bereits die Häuser Nr. 3–7 zusammengebrochen und unbewohnt; in den anderen drei Häusern lebten 15 Personen. Zum Ende des 19. Jahrhunderts wurde die Kolonie Bedřichov aufgegeben und an ihrer Stelle ein Jägerhaus und ein Hegerhaus der Grafen von Dalberg errichtet. Im Jahre 1900 bestand der Ort nur noch aus zwei Häusern – die nun die Hausnummern 56 und 57 trugen – mit 18 Bewohnern. Nach dem Zusammenbruch der k.k. Monarchie wurde die Einschicht 1918 Teil der neu gebildeten Tschechoslowakei. Beim Zensus von 1921 lebten in der zu Dačice gehörigen aus zwei Häusern bestehenden Einschicht Bedřichov / Friedrichsdorf sieben Tschechen. Vier Personen bewohnten das Jägerhaus (Nr. 56) und drei das Hegerhaus (Nr. 57); Eigentümer beider Häuser war Joseph von Dalberg. Später wurde die Einschicht gänzlich dem Stadtteil Dačice-Červený vrch zugerechnet und für Bedřichov keine separaten Daten mehr erfasst. Zwischen 1939 und 1945 war Bedřichov Teil des Protektorats Böhmen und Mähren. Nach dem Ende des Zweiten Weltkrieges wurde die Einschicht wieder Teil der Tschechoslowakei, der Besitz der Grafen Salm-Dalberg wurde 1945 in folge der Beneš-Dekrete enteignet. Im Zuge einer Flurbereinigung mit Kostelní Vydří wurde Bedřichov in der zweiten Hälfte des 20. Jahrhunderts im Austausch gegen Podcestný Mlýn aus der Stadt Dačice ausgegliedert; die Häuser von Bedřichov erhielten dabei die neuen Hausnummern 165 und 166.

## Ortsgliederung
Bedřichov ist Teil des Katastralbezirks Kostelní Vydří.

## Sehenswürdigkeiten
- Steinernes Flurkreuz mit vergoldetem Corpus Christi, gegenüber dem Jägerhaus
- Jägerhaus (Nr. 165), der vierflügelige Bau aus dem Ende des 19. Jahrhunderts ist in seiner ursprünglichen Gestalt erhalten. Eigentümer ist eine Jagdgenossenschaft.[9]
- Hegerhaus (Nr. 166), der schlichte Bau ist das letzte erhaltene Haus der Kolonie Friedrichsdorf. Es wurde lange Zeit von der Hegerfamilie Škarek bewohnt und wird heute von der Jagdgenossenschaft als Lager genutzt.[10]